# Zoneamento ambiental
O zoneamento ambiental ou zoneamento ecológico econômico (ZEE), que pode ser nacional, regional, estadual, ou municipal, consiste em um instrumento de organização territorial, planejamento eficiente do uso do solo e efetiva gestão ambiental que age por intermédio da delimitação de zonas e uma correspondente atribuição de usos e atividades compatíveis de acordo com as características específicas do território, permitindo, restringindo, ou impossibilitando determinados usos e atividades.
É um instrumento de legislação ambiental e urbana que estabelece medidas e padrões de proteção ao meio ambiente, visando assegurar a conservação da biodiversidade, a qualidade ambiental, dos recursos hídricos e do solo, e garantir, ao mesmo tempo, o desenvolvimento sustentável da economia e a melhoria da qualidade de vida da população. Ou seja, o zoneamento é um dos meios de se buscar o equilíbrio entre a proteção do meio ambiente e o uso e a ocupação do solo, tendo em vista o desenvolvimento de atividades econômicas.
Constitui verdadeira ferramenta de planejamento integrado a serviço da administração pública ao passo que propõe a solução de problemas contemporâneos ligados ao conflito constante entre o desenvolvimento econômico e a sustentabilidade ecológica.
Deve-se ressaltar que o zoneamento ambiental não se restringe somente ao meio ambiente natural, tal como o solo, água, ar, flora e fauna. Também se aplica ao meio ambiente artificial, que é aquele construído por meio da intervenção humana, tal como os prédios, construções, ruas, praças.

## Conceitualização

### Espaço ambiental
Espaços ambientais (conforme depreende-se a partir da legislação que regulamenta a Política Nacional do Meio Ambiente) são as porções do território estabelecidas com a finalidade de proteção e preservação, total ou parcial, do meio ambiente; dividem-se em espaços especialmente protegidos e zoneamento ambiental. Assim, zoneamento ambiental é uma espécie de espaço ambiental.

### Zoneamento
Para José Afonso da Silva, o zoneamento é um “[...] instrumento jurídico de ordenação do uso e ocupação do solo”, de forma que, num primeiro sentido, “[...] o zoneamento consiste na repartição do território municipal à vista da destinação da terra e do uso do solo”.
No mesmo sentido, afirma Paulo de Bessa Antunes que “[...] o zoneamento é uma atividade que ordena o território e molda-o para um determinado padrão de desenvolvimento e ocupação”, tendo “[...] origem tipicamente urbana, muito embora, nos dias atuais, tenha se expandido para a área agrícola, econômica, ecológica, marítima e até mesmo aérea”.
O zoneamento, em qualquer de suas qualificações, tem o propósito de encontrar lugar para todos os usos essenciais do solo e dos edifícios na comunidade, colocando cada coisa em seu lugar adequado, inclusive as atividades incômodas.
O zoneamento, portanto, pode ser definido como uma medida não jurisdicional, oriunda do poder de polícia outorgado à administração pública, com dois fundamentos: a repartição do solo urbano municipal e a designação de seu uso. Pode ser de diferentes tipos, como zoneamento urbano, zoneamento industrial ou zoneamento ambiental, sempre visando a efetivação do interesse da coletividade.

### Zoneamento ambiental
Segundo José Afonso da Silva, o zoneamento ambiental, muito embora amplie o conceito de zoneamento urbano, não muda a sua essência nem a sua natureza. De acordo com o autor, o zoneamento ambiental apenas e tão somente enfatiza de maneira mais efetiva a proteção de “[...] áreas de significativo interesse ambiental, mas ainda assim continua a ser zoneamento de uso e ocupação do solo, sempre no interesse do bem-estar e da realização da qualidade de vida da população”.
O zoneamento ambiental pode, assim, ser compreendido como a regulamentação sobre ordenação do uso do território, que resulta de estudos e planejamentos que visam compatibilizar a proteção do meio ambiente (aspectos naturais) e o desenvolvimento da atividade humana (aspectos socioeconômicos).
Tanto o zoneamento ambiental como o industrial ou urbano constituem limitações de uso do solo particular, incidindo diretamente na limitação da propriedade, sendo verdadeiros meios de intervenção estatal na propriedade.

## Base legal
Pode-se dizer que o zoneamento ambiental é previsto por um conjunto de leis.  É instrumento da Política Nacional do Meio Ambiente (art. 9º, inciso II, da Lei nº 6.938) e da Política de Desenvolvimento Urbano (art. 182, da Constituição Federal de 1988), sendo regulamentado pelo Decreto de 28 de dezembro de 2001 e pelo Decreto nº 4.297/2002, que equipara a denominação “zoneamento ambiental” com o termo zoneamento econômico-ecológico (ZEE). Também é instrumento previsto na Lei nº 9.985/2000, que estabelece o Sistema Nacional das Unidades de Conservação da Natureza.

### Esfera nacional

#### Zoneamento como instrumento da Política Nacional do Meio Ambiente
A Política Nacional do Meio Ambiente, instituída a partir da promulgação da Lei nº 6.938, de 31 de agosto de 1981, tem por objetivo preservar, melhorar e recuperar a qualidade ambiental do país através do Sistema Nacional de Meio Ambiente (SISNAMA). Ela traz, pela primeira vez, o conceito de meio-ambiente, que foi posteriormente tratado pela Constituição Federal de 1988. Além disso, também conceitua zoneamento ambiental.
Todos os instrumentos estabelecidos pela Política Nacional do Meio Ambiente têm igual relevância para a implementação da mesma; ocorre que, na prática, nem todos foram priorizados quando da definição de políticas públicas por parte da administração; é o caso, atualmente, do zoneamento ambiental.
Não obstante, no contexto dos demais instrumentos previstos pelo referido diploma legal, o zoneamento ambiental apresenta importante relevância, tendo papel fundamental para se atingir o objetivo do desenvolvimento sustentável. Isso porque a própria regulamentação desse instituto lhe confere poderes para organizar, de forma vinculada, a distribuição espacial das atividades econômicas, levando em consideração fatores como a importância ecológica, as limitações e fragilidades dos ecossistemas, ao mesmo tempo em que estabelece vedações, restrições e alternativas de exploração territorial.
Portanto, pode-se afirmar que o zoneamento ambiental, no contexto da Política Nacional do Meio Ambiente, é um instrumento capaz de permitir a coexistência da sustentabilidade ecológica, econômica e social, e compatibilizar o crescimento econômico da sociedade à proteção dos recursos naturais.
A Constituição Federal de 1988 em seu artigo 225 trouxe a previsão de que todos têm direito ao meio ambiente ecologicamente equilibrado. Assim, a Constituição recepcionou o que a Política Nacional do Meio Ambiente já previa, pois ela já tratava do meio ambiente como direito a ser protegido. Para assegurar a efetividade desse direito, o Poder Público pode se utilizar de diversos instrumentos da Política Nacional do Meio Ambiente, dentre eles, o zoneamento ambiental (art. 9, inciso II, da Lei nº 6.938/1981).
Ademais, o artigo 21, inciso IX, da Constituição traz uma referência ao poder e dever da União de “[...] elaborar e executar planos nacionais e regionais de ordenação do território e de desenvolvimento econômico e social”, o que inclui o zoneamento.
Ainda de acordo com a Constituição, em seu artigo 43, a União pode articular sua ação em um mesmo complexo geoeconômico e social visando ao desenvolvimento e à redução das desigualdades regionais. A União também pode estabelecer os zoneamentos estabelecidos na Lei do Sistema Nacional das Unidades de Conservação, segundo o art. 225 da Carta Maior, ainda que não seja matéria de competência exclusiva ou privativa da União.

#### Sistema Nacional de Unidades de Conservação da Natureza
As unidades de conservação, criadas por ato do Poder Público, são consideradas espaços ambientais especialmente protegidos, previstos na Constituição Federal de 1988 como um dos meios de efetivação do direito ao meio ambiente ecologicamente equilibrado. Elas serão criadas, implementadas e geridas de acordo com o que o prevê a Lei nº 9.985/2000, que trata do Sistema Nacional de Unidades de Conservação da Natureza. Nessas unidades, que podem ser de proteção integral ou de uso sustentável, temos o zoneamento ambiental. Tal instrumento jurídico, a ser previsto no plano de manejo, conterá a delimitação das zonas no interior de cada unidade, definindo qual o uso e manejo dos recursos naturais em cada unidade, de forma compatível com cada tipo de unidade de conservação (artigo 2, incisos XVII e XVIII da referida Lei).
Ademais, o entorno das unidades de conservação, chamada de zona de amortecimento, deve observar regras específicas para a atividade humana, para que ela não acarrete consequências negativas às unidades de conservação. Deve haver zona de amortecimento em todos os tipos de unidades de conservação, com exceção das Áreas de Proteção Ambiental e a Reserva Particular de Patrimônio Natural. Nas demais, nos termos do artigo 25 da Lei nº 9.985/2000, deverá haver a zona de amortecimento: Estação Ecológica, Reserva Biológica, Parque Nacional, Monumento Natural, Refúgio de Vida Silvestre, Área de Relevante Interesse Ecológico, Floresta Nacional, Reserva Extrativista, Reserva de Fauna e Reserva de Desenvolvimento Sustentável.

### Esfera estadual
Segundo o artigo 25, § 3º, da Constituição da República, os Estados podem, mediante lei complementar, instituir regiões metropolitanas, aglomerações urbanas e microrregiões, constituídas por agrupamentos de municípios limítrofes, para realizar a organização, planejamento e a execução de funções públicas de interesse comum.
Deve-se observar que o zoneamento ambiental no âmbito estadual, e também no federal, será elaborado pelo Poder Executivo (artigo 7, inciso IX, e artigo 8, inciso IX, da Lei Complementar nº 140/2011).

#### Decreto de 28 de dezembro de 2001 e Decreto nº 4.297/2002
Para a Execução do ZEE, foi editado o Decreto de 28 de dezembro de 2001, que disciplina os seguintes órgãos: A Comissão Coordenadora do Zoneamento Ecológico–Econômico do Território Nacional e o Grupo de Trabalho Permanente para a Execução do ZEE:
- A Comissão Coordenadora do Zoneamento Ecológico–Econômico do Território Nacional possui a função de planejar, coordenar, acompanhar e avaliar a execução dos ZEEs, bem como de apoiar os Estados na execução dos seus trabalhos de zoneamento, compatibilizando-os com os do Governo Federal.[14]
- O Grupo de Trabalho Permanente para a Execução do ZEE, para assessorar a Comissão e os Estados da Federação, executar trabalhos de ZEE, elaborar metodologias e orientar a elaboração do termo de referência do ZEE.[14]

Para detalhar e dar mais efetividade ao zoneamento ambiental, em 2002 foi editado o Decreto nº 4.297. Segundo seu texto legal, tem-se que o território nacional será dividido em zonas, de acordo com a necessidade de proteção, conservação ou recuperação dos recursos naturais e do desenvolvimento sustentável (artigo 11 do referido Decreto).
Essas zonas serão divididas conforme diversos critérios. Um deles é o diagnóstico dos recursos naturais, sócio-economia e do marco jurídico-institucional, contendo quais são as unidades dos sistemas ambientais, as potencialidades, fragilidades naturais potenciais, a indicação de corredores ecológicos, tendências de ocupação e articulação regionais, condições de vida da população, incompatibilidades legais (áreas legalmente protegidas e o tipo de ocupação de fato) e áreas institucionais (definidas pelo mapeamento das terras indígenas, unidades de conservação e áreas de fronteira). Além disso, a zona deve observar as informações constantes no Sistema de Informações Geográficas, cenários tendenciais e alternativos e observar as diretrizes gerais e específicas.
Tais diretrizes deverão conter, no mínimo, especificação de quais as atividades adequadas a cada zona, qual a necessidade de proteção ambiental e conservação das águas, solo, subsolo, fauna, flora e demais recursos naturais, bem como conter a definição das áreas para unidades de conservação (de proteção integral ou de uso sustentável).
Ainda, as diretrizes devem conter critérios para orientar diversas atividades econômicas, medidas destinadas a promover o desenvolvimento ecológico e sustentável do setor rural, de forma a compatibilizar a proteção ambiental com as atividades econômicas e, por fim, medidas de controle e ajustamento dos planos de zoneamento de atividades econômicas e sociais previstas pelos municípios para compatibilizar, no interesse ambiental, os espaços municipais contíguos que tenham usos conflitantes ou quando houver necessidade de integrar iniciativas regionais amplas e não restritas às cidades.

### Esfera municipal

#### Zoneamento como instrumento da política de desenvolvimento urbano
Com a edição da Constituição Federal de 1988 e do Estatuto da Cidade (Lei nº 10.257/2001), o zoneamento ambiental passa a ser, além de instrumento da Política Nacional do Meio Ambiente, instrumento de planejamento municipal na Política de Desenvolvimento Urbano, a qual visa ordenar o desenvolvimento das diversas funções da cidade e promover o bem-estar da população.
Um dos meios de promover o bem-estar da população é efetivando o “direito ao meio ambiente ecologicamente equilibrado, bem de uso comum do povo e essencial à sadia qualidade de vida [...]”. Esse direito, por sua vez, pode ser promovido por meio do zoneamento ambiental.
Portanto, o zoneamento ambiental, instrumento da Política Nacional do Meio Ambiente, torna-se, também, um dos meios de promover a Política de Desenvolvimento Urbano.
Com base nos artigos 23, I e §1º, e artigo 182, da Constituição Federal, foi editada a Lei nº 10.257/2001 (também denominada Estatuto da Cidade). Ela estabelece normas gerais válidas em todo o território nacional e organiza os instrumentos a serem utilizados para atender a política de desenvolvimento urbano. Dentre os instrumentos a serem utilizados no planejamento municipal, por se tratar de matéria de peculiar interesse local, está o zoneamento ambiental, nos termos do artigo 4, inciso III, alínea "c", da Lei nº 10.257/2001 e do artigo 30, da Constituição Federal.
Por fim, nos termos do artigo 30, incisos I e VIII, da Constituição, compete aos Municípios a edição de Leis prevendo o zoneamento ambiental, por ser competência dos Municípios a promoção do adequado ordenamento territorial, quando se tratar de matéria apenas de interesse local. Essa lei poderá ser uma lei específica ou o Plano Diretor, que não é obrigatório em todas as cidades (artigos 182, §1º e 41, do Estatuto da Cidade).

## Casos práticos de zoneamento ambiental

### Macro Zoneamento Econômico Ecológico da Amazônia Legal

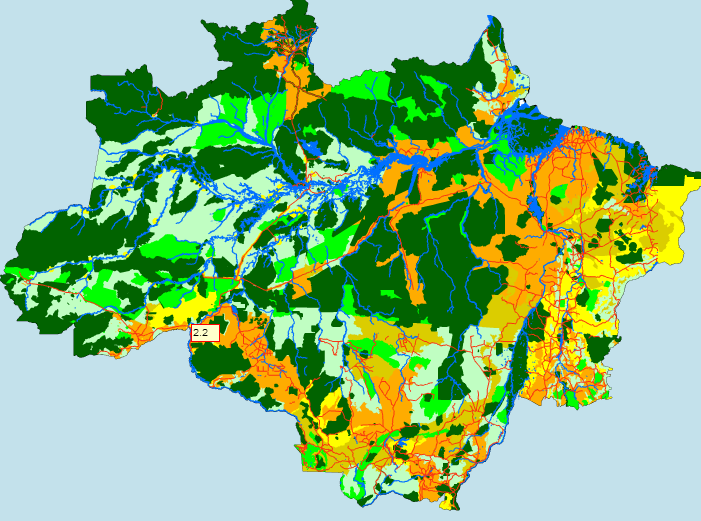
Mapa de Integração dos Zoneamentos Ecológico-Econômicos dos Estados da Amazônia Legal.

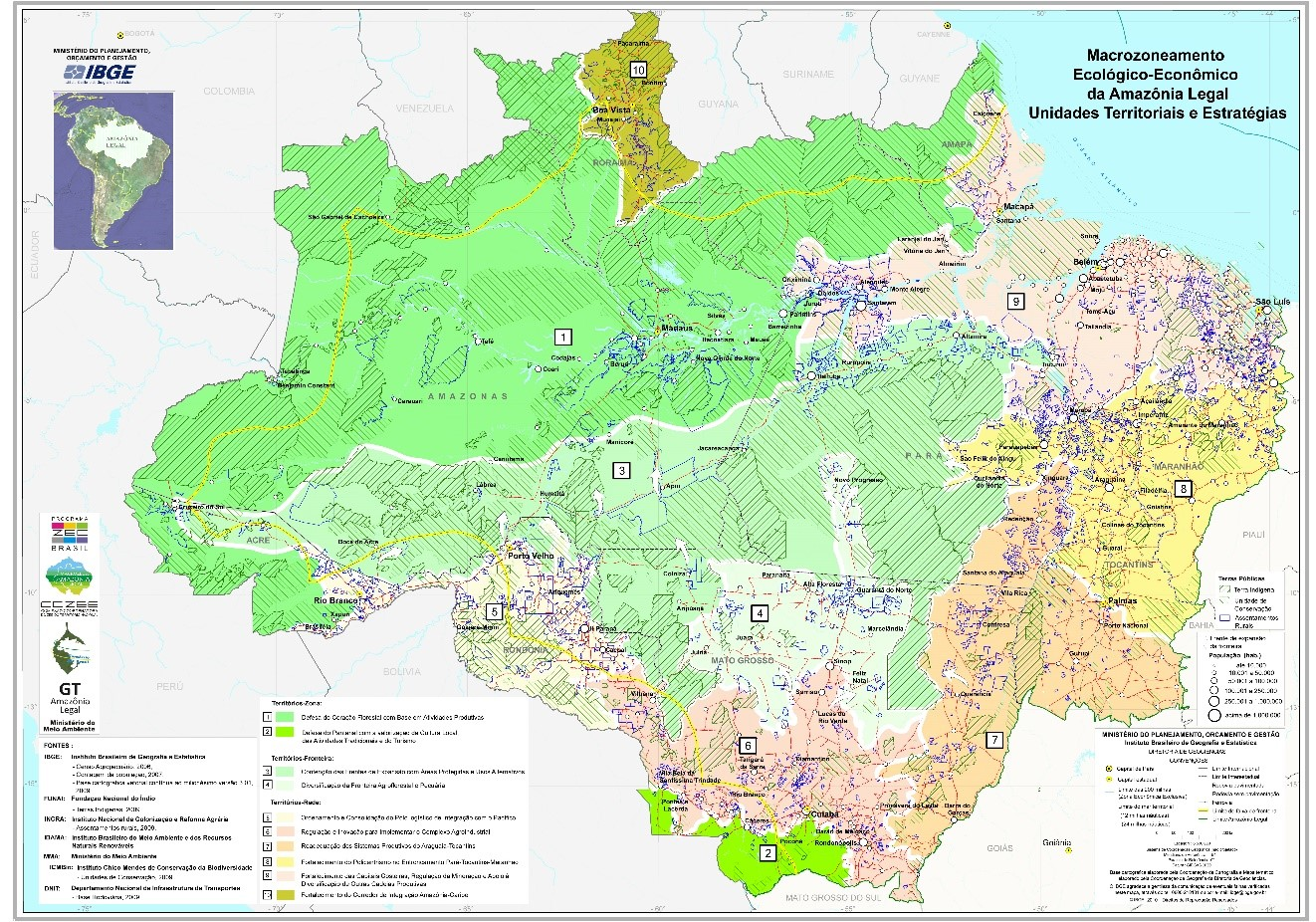
Mapa do Macro Zoneamento Econômico-Ecológico da Amazônia Legal.

O Zoneamento Ecológico-Econômico da Amazônia Legal, instituído por ato normativo do Poder Executivo, tem a função de estabelecer um planejamento regional. É instrumento para assegurar a sustentabilidade do desenvolvimento regional, mediante a indicação de estratégias de produção e de gestão ambiental e territorial, de acordo com a diversidade ecológica, econômica, cultural e social da Amazônia, devendo ser articulado com os instrumentos de planejamento dos Estados (artigos 1º e 2º, do Decreto nº 7.378/2010).

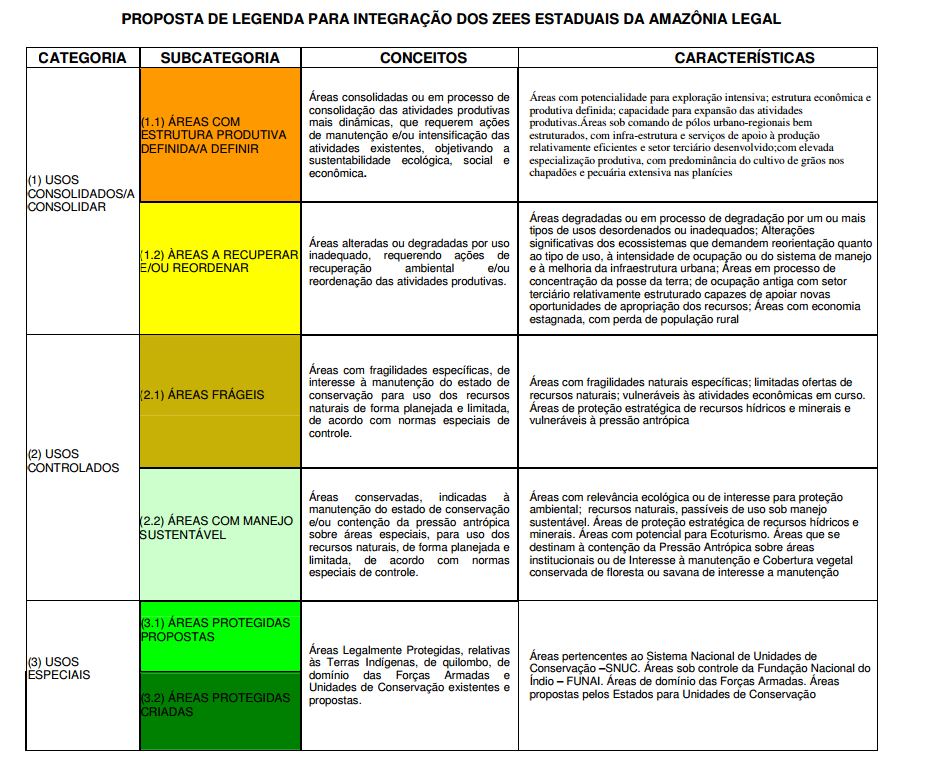
Legenda do Mapa de Integração dos Zoneamentos Ecológico-Econômicos dos Estados da Amazônia Legal.

As figuras ao lado demonstram, de forma abrangente, as alternativas de uso sustentável dos recursos naturais da Amazônia e em que pé estaria o aproveitamento dos potenciais econômicos e sociais da região em questão. No tocante ao Mapa de Integração dos Zoneamentos Ecológico-Econômicos dos Estados da Amazônia Legal, tem-se que sua elaboração visava auxiliar no planejamento do Macro Zoneamento Ecológico-Econômico da Amazônia, que ainda não havia sido feito até então.
Temos também um retrato do Macro Zoneamento Ecológico-Econômico da Amazônia depois de terminado, elaborado pela Comissão Coordenadora do Zoneamento Ecológico-Econômico do Território Nacional (CCZEE) e do Grupo de Trabalho para a Elaboração do Macrozoneamento Ecológico-Econômico da Amazônia Legal.

## Zoneamento ambiental e direito de propriedade
O instrumento de zoneamento deve se compatibilizar com o direito de propriedade.
O zoneamento ambiental somente poderá ser instituído por meio de lei, por ser mera limitação administrativa. Ademais, as regras de zoneamento ambiental não podem ser concretas e específicas. Isso significa que o zoneamento pode até apresentar fortes condicionantes ao uso, gozo e disposição da coisa, sem que disso decorra indenização, por ser uma regra que afeta uma generalidade de pessoas, não havendo uma individualização dos prejuízos, que serão suportados por toda a coletividade.
Contudo, nenhuma regra de zoneamento ambiental pode anular a funcionalidade da coisa, assim entendida como a “[...] aptidão natural do bem em conjugação com a destinação social que cumpre”. Em outras palavras, as regras de zoneamento podem até gerar prejuízos econômicos, mas não podem impedir a “[...] viabilidade prática e econômica” da propriedade, o que feriria o próprio direito de propriedade”.
Caso ocorra a anulação da funcionalidade, ainda que tal regra seja denominada de zoneamento ambiental, estaremos tratando, na realidade, de uma desapropriação indireta, a qual enseja indenização.

## Efeitos jurídicos do zoneamento ambiental

### Âmbito rural
O Zoneamento Ecológico-Econômico é um dos critérios utilizados para se definir a localização da área de reserva legal do imóvel rural. A reserva legal é a porcentagem de área do imóvel rural que deve manter a cobertura da vegetação nativa, nos termos do artigo 12, do Código Florestal Brasileiro.
Em relação à propriedade rural, sua função social será cumprida quando atendidos os requisitos previstos no Plano Diretor (uma vez que esse instrumento normativo se aplica também a área rural) e também outros requisitos, previstos no artigo 186, da Constituição Federal de 1988.
Dentre eles, exige-se:
1. o “aproveitamento racional e adequado”; e[13]
2. “a utilização adequada dos recursos naturais disponíveis e a preservação do meio ambiente”.[13]

Assim, a propriedade rural também deixa de atender sua função social caso haja inobservância das regras do zoneamento ambiental, por não haver o uso sustentável da propriedade rural, descumprindo-se os itens (1) e (2).  Tal violação pode fazer com que o Poder Público declare, segundo os parâmetros previstos na Constituição e nas leis que tratam da desapropriação, que a propriedade será desapropriada para fins de reforma agrária.

### Âmbito urbano
A propriedade urbana que desrespeite a regra de zoneamento ambiental pode estar descumprindo a função social da propriedade, nos termos do artigo 182, § 2º, da Constituição.

### Descumprimento
O descumprimento do zoneamento ambiental lesa o meio ambiente (tanto o natural quanto o artificial), o desenvolvimento sustentável, o planejamento das cidades, a integridade urbana, a saúde pública, entre outros.

#### Improbidade administrativa
O descumprimento de disposições do Estatuto da Cidade tem como consequência ao Prefeito e outros agentes públicos a aplicação da pena pelo crime de improbidade administrativa. Há, inclusive, quem cogite acerca do cabimento de reparação moral por parte do poder público em relação à coletividade, em casos de desrespeito às políticas do meio ambiente e às disposições de planejamento urbano (e, consequentemente, de regras de zoneamento ambiental, sendo este um instrumento do planejamento urbano).
Como exemplo prático, cita-se a Ação Civil Pública promovida pelo Ministério PúblicodFederalonEstado de São Paulo contra a "Boutique Daslu LTDA.", instalada em Zona Exclusivamente Residencial, contrariando, portanto, as ordens urbanísticas e de zoneamento do Município de São Paulo. Assim, desrespeitou-se a Zona Exclusivamente Residencial e causaram-se danos ao meio ambiente natural e artificial.
Na petição inicial da referida Ação Civil Pública, o Ministério Público citou danos como aumento do trânsito na região, utilização das ruas como estacionamento, aumento da poluição sonora da área devido ao aumento da movimentação, poluição visual devido à instalação de outdoors, derrubada de árvores devido ao recuo da frente das calçadas, consequente redução da área verde da região, entre outros.

#### Efeitos penais
São comuns as construções em áreas inapropriadas sob o ponto de vista ambiental. Visa-se, assim, a coibição dessa conduta, destacando-se a necessidade da esfera criminal para se atingir esse objetivo.

O artigo 63 da Lei nº 9.605/98 e o artigo 50 do Decreto nº 3.179/99 dispõe:
“Alterar o aspecto ou estrutura de edificação ou local especialmente protegido por lei, ato administrativo, ou decisão judicial, em razão do seu valor paisagístico, ecológico, turístico, artístico, histórico, cultural, religioso, arqueológico, etnográfico ou monumental, sem autorização da autoridade competente ou em desacordo com a concedida.”
Para este tipo penal, há pena de um a três anos de reclusão, além de multa, que pode variar de R$ 10.000,00 a R$ 200.000,00.
Encontramos, ainda, no artigo 64 da referida Lei nº 9.605/98, o seguinte crime:
“Promover construção em solo não edificável, ou no seu entorno, assim considerado em razão de seu valor paisagístico, ecológico, artístico, turístico, histórico, cultural, religioso, arqueológico, etnográfico ou monumental, sem autorização da autoridade competente ou em desacordo com a concedida:
Pena - detenção, de seis meses a um ano, e multa.”

##### Responsabilidade Ambiental
Dentro do tema, é importante citar a Responsabilidade Ambiental. Antes da Lei nº 6.938/1981, que introduz a responsabilidade objetiva, o método utilizado era o da responsabilidade subjetiva. Dessa forma, era difícil provar a culpa de empresas e empreendedores degradadores do meio ambiente, que muitas vezes acabavam ficando impunes. O Legislador buscou, assim, com a introdução da responsabilidade ambiental objetiva, inibir tais práticas por parte de empreendedores de má fé. Além das normas ambientais, a Constituição Federal, Estatuto da Cidade, Plano Diretor e agora a Lei de Responsabilidade Fiscal coíbem determinadas condutas lesivas ao meio ambiente.
Sabe-se que o desenvolvimento socioeconômico é desejável e, mais que isso, necessário à sociedade, porém precisa-se conciliá-lo com a proteção e conservação do meio ambiente, igualmente desejáveis e necessários.